# Samuel Duvall
Pour les articles homonymes, voir Duvall.
Samuel Harding Duvall, né le 11 mars 1836 à Liberty (Indiana) et mort le 26 septembre 1908 dans la même ville, est un archer américain.

## Biographie
Aux Jeux olympiques d'été de 1904 se tenant à Saint-Louis, Samuel Duvall remporte la médaille d'argent par équipe avec les Cincinnati Archers. Il se classe quatorzième de l'épreuve individuelle de double american round.